# Parque de la Reserva (Metro de Lima y Callao)
Parque de la Reserva es el nombre asignado a la decimocuarta futura estación de la línea 3 del Metro de Lima y Callao en Perú. Será construida de manera subterránea en el distrito de Lima, en la avenida Arequipa, cerca al parque homónimo.